# La Boca (gioco da tavolo)
La Boca è un gioco da tavolo creato da Inka Brand e Markus Brand e pubblicato nel 2013 dalla casa editrice tedesca Kosmos.

## Materiali
- 11 parallelepipedi di legno di varie forme ciascuno di un colore differente;
- un tavoliere raffigurante una griglia di 4x4 caselle;
- un mazzo di 64 carte, ciascuna con 2 configurazioni, suddivise in carte base (facili) e carte per esperti;
- un timer;
- un centinaio di monete (che rappresentano i punti vittoria);
- 36 segnalini colorati.

## Regole di gioco
Giocano contemporaneamente due giocatori: si siedono uno di fronte all'altro mettendo la scatola tra di loro, posizionano tutti i pezzi sul tavolo (ad eccezione del pezzo rosso, se si gioca la versione base) quindi si sceglie a caso una carta e si avvia il timer.
Le carte hanno raffigurata, su entrambi i lati, una configurazione di tutti i pezzi di legno: ogni giocatore vede solo il lato della carta rivolto verso di lui, che gli mostra la configurazione che deve vedere dal suo lato quando tutti i pezzi di legno saranno posizionati correttamente.
I giocatori sono costretti a collaborare per costruire l'edificio: possono parlare, darsi indicazioni, passarsi i pezzi, l'unica cosa che non possono fare è guardare la carta dell'avversario.
Quando entrambi hanno ricreato, dal loro punto di vista, la configurazione che vedono sulla carta, viene fermato il timer.
A seconda del tempo impiegato entrambi ricevono la stessa quantità di punti sotto forma di monete; ovviamente minor tempo ci impiegano e maggiore sarà il punteggio che ottengono.
Ma se la configurazione non viene ricreata esattamente, oppure non vengono usati tutti i pezzi o ancora se si superano i due minuti di tempo, entrambi i giocatori prendono 0 punti ciascuno.
In una partita ciascun giocatore deve giocare due manches con ciascun altro.
Alla fine vince il giocatore che ha totalizzato più punti.
Si può scegliere di giocare a due livelli di difficoltà: con le carte base, che permettono di usare solo 10 parallelepipedi colorati e con le carte per esperti, che aggiungono anche l'undicesimo parallelepipedo, il rosso a forma di "L", il più grande e il più difficile, rendendo quindi più difficoltoso riuscire a completare le configurazioni.

## Il nome
Il nome del gioco deriva da quello dell'omonimo quartiere di Buenos Aires, in quanto, alla fine di ciascuna manche, le costruzioni dei parallelepipedi colorati ricordano le case del quartiere, verniciate di colori accesi.